# NGC 48
NGC 48 è una galassia a spirale barrata situata nella costellazione di Andromeda. La sua velocità rispetto al fondo diffuso cosmologico è di 1506 ± 21 km/s, che corrisponde a una distanza di Hubble di 21,2 megaparsec.
La galassia è stata scoperta il 7 settembre 1885 dall'astronomo statunitense Lewis Swift.

## Caratteristiche
La classe di luminosità di NGC 48 è II-III e presenta una larga riga a 21 cm dell'idrogeno neutro; inoltre racchiude alcune regioni di idrogeno ionizzato.
La classe di luminosità di NGC 47 è II-III e presenta una larga riga a 21 cm dell'idrogeno neutro.
La luminosità superficiale è uguale a 14,11 mag/arcmin2 per cui può essere considerata una galassia a bassa luminosità superficiale; questa tipologia è costituita da galassie diffuse con una luminosità inferiore di un ordine di grandezza a quella del cielo notturno.
In base alle misure non basate sul redshift, la distanza dal nostro sistema solare è di 41.967 megaparsec o 79,3 milioni di anni luce, il che la pone al di fuori della distanza di Hubble.